# Kitaotao
Kitaotao è una municipalità di seconda classe delle Filippine, situata nella Provincia di Bukidnon, nella Regione del Mindanao Settentrionale.
Kitaotao è formata da 35 baranggay:
- Balangigay
- Balukbukan
- Bershiba
- Binoongan
- Bobong
- Bolocaon
- Cabalantian
- Calapaton
- Digongan
- East Dalurong
- Kahusayan
- Kalumihan
- Kauyonan
- Kimolong
- Kipilas
- Kitaihon
- Kitobo
- Kiulom

- Magsaysay
- Malobalo
- Metebagao
- Napalico
- Pagan
- Panganan
- Poblacion
- Sagundanon
- San Isidro
- San Lorenzo
- Santo Rosario
- Sinaysayan (Dalurong)
- Sinuda (Simod)
- Tandong
- Tawas
- West Dalurong
- White Kulaman